# سوريافارمان الثاني
سوريافارمان الثاني Suryavarman II (الاسم بعد الوفاة هو بارامافيشنولوكا Paramavishnuloka) هو أحد ملوك إمبراطورية خمير، وقد حكمها منذ عام 1113 م إلى 1145-1150 م، وهو أيضًا مؤسس مدينة أنغكور وات (Angkor Wat)، والتي كانت مُهداه للإله فيشنو (Vishnu). يعتبر المؤرخون سوريافارمان من أعظم ملوك إمبراطورية خمير، وذلك لحملاته العسكرية الكثيرة، وقوة حكومته، وأيضًا لما وجد من أثار معمارية عظيمة في عهده.

## فترة الطفولة
نشأ الملك في إحدى مناطق محافظة لوبوري (Lopburi) الحالية، في تايلاند (Thailand)، في وقت كانت الإمبراطورية تشهد فيه حالة من الضعف الشديد. وطبقًا لإحدى النقوش القديمة، فإن والده كان يسمى كسيتيندراديتيا Ksitindraditya، ووالدته تسمى ناريندرالاشمي Narendralashmi. ومنذ صغره، كان الأمير يخطط للحصول على السلطة، ويعتبر نفسه الوريث الشرعي للعرش. وكما تقول إحدى النقوشات، «بمجرد أن أنهى الأمير دراسته، أكّد حق أسرته في الحصول على السلطة». ويبدو أنه اضطر لدخول منافسة مع عائلة الملك هاشوفارمان الثالث Hashovarman III، الذين كانوا يسيطرون على الجنوب، ثم دخل في منافسة مع عمه الأكبر الملك دارانيندارفارمان (King Dharanindravarman). وتصف ذلك إحدى النقوش، «ترك الأمير جيوشه الهائلة العدد في ميدان المعركة، ودخل بنفسه في معركة عنيفة» «حيث ربط الأمير رأس فيل الملك، ثم قتل الملك، كما كان جارودا (Garuda) يقتل الأفعى وهو على حافة الجبل.» اختلف العلماء في تحديد عما إذا كانت هذه النقوش تشير إلى وفاة المنافس الجنوبي لسوريافارمان، أم إلى وفاة الملك دارانيندرافارمان.
تم تتويج سوريافارمان على العرش عام 1113 م. شهد الحكيم البرهمي ديفاكارابانديتا Divakarapandita (البرهمي: هو أحد أفراد طبقة الكهنوت العليا عند الهندوس) الاحتفالات بتتويج الملك، وكانت هذه هي المرة الثالثة التي يقيم فيها كاهن شعائر تتويج الملك. وكما تؤرخ النقوش، فإن الملك الجديد تعلم الطقوس المقدسة، وأقام الاحتفالات والشعائر الدينية، وأعطى الكثير من الهدايا للكاهن؛ كالمحفات، والمراوح، والتيجان، والآنية، والخواتم. ثم قام الكاهن بعمل جولة طويلة في معابد الإمبراطورية، ومنها معبدبرياه فيهيار Prasat Preah Vihear، الموجود على قمة جبل، وقد زود الكاهن هذا النعبد بتمثال ذهبي للإله شيڤا (Shiva) الراقص. تم تنصيب الملك رسميًا عام 1119 م، حيث أقام ديفاكارابانديتا المراسم مرة أخرى.
إن أول مقطعين في اسم الملك «سوريافارمان» مشتقان من أحد جذور اللغة السنسكريتية، ومعناه؛ الشمس. أما المقطع الثاني؛ فارمان، فهو لاحقة تعني في الهندية الكشتاريا (kshatriyas)، وتترجم عمومًا «ترس» أو «واقي»، وقد اختارت العائلة المالكة هذه اللاحقة لتكون موجودة دائمًا في أسمائهم.

## فترة حكمه
يؤكد المؤرخون، أن الملك سوريافارمان استطاع أن يعيد توحيد الإمبراطورية خلال سنوات حكمه، واستخدم سياسات مخالفة لسياسات سابقيه المسالمة. وقد أشادت له الدول التابعة بذلك. تمكن جنود سوريافارمان من توسيع حدود الدولة في الشمال، والغرب، حيث قاموا بتغطية أجزاء جديدة من تايلاند الحالية، ولاوس (Laos)، وشبه الجزيرة الماليزية (Peninsular Malaysia). قام سوريافورمان بعمل العديد من العمليات العسكرية في الشرق أيضًا، ولكن محاولاته باءت بالفشل، على الأقل طبقًا لشهادات منافسي الإمبراطورية. فكما هو معتاد عند مناقشة تاريخ إمبراطورية خمير، هناك مساحة كبيرة للجدل سواء في هذا الموضوع، أو غيره من الأحداث. فنقوشات إمبراطورية خمير، وهي من المصادر الرئيسة عند كتابة تاريخ الإمبراطورية، قد تبالغ أحيانًا عند ذكر إنجازات الإمبراطورية وفي المقابل، قد تفعل الدول المنافسة نفس الشئ، ولكن بالعكس، حيث تقوم بالمبالغة عند ذكر أوجه القصور.
تشير النقوشات الموجودة في مملكة تشامبا Champa، والشهادات الموروثة عن كُتَاب داي فيت Đại Việt، إحدى ممالك فيتنام القديمة، إلى أن سوريافارمان قام بعمل ثلاثة هجمات أساسية على داي فيت، ولكن جميع هذه الهجمات باءت بالفشل وقد لجأ سوريافارمان إلى طلب الدعم من تشامبا في بعض الأحيان في هجومه على داي فيت. ويُقال إن سوريافارمان، في عام 1128 م، قاد جيشًا مكونًا من 20000 جندي، ليشن هجومًا على داي فيت، ولكن تم القضاء على كل ذلك الجيش، وتم مطاردته. وفي العام التالي، أرسل سوريافورمان أسطولاً مكون من أكثر من 700 سفينة لتهاجم سواحل داي فيت. وفي عام 1132 م، اشتركت القوات الخميرية مع القوات التشامية في هجوم جديد على داي فيت، ولكن فشل ذلك الهجوم أيضًا. بعد فترة، عقد الملك جايا إندرافارمان الثالث Indravarman III، ملك التشام، اتفاق سلام مع داي فيت، ورفض أن يدعم أي هجمات جديدة ضدها.
ولذلك، غزا سوريافارمان تشامبا عام 1145 م، وقتل ملكها، واستولى على عاصمتها فيجايا (Vijaya). نصّب سوريافارمان ملكًا جديدًا على عرش التشام يسمى هاريديفا (Harideva)، ويقال إن هذا الملك هو الأخ الأصغر لزوجته. استطاعت القوات التشامية بعد ذلك، وبعد معارك شديدة، أن تستر العاصمة وتقتل هاريديفا.
بجانب الحرب، مارس سوريافارمان الدبلوماسية، حيث استطاع أن يستعيد العلاقات الرسمية مع الصين في عام 1116 م. تشير بعض الشهادات التاريخية الصينية، التي تعود إلى القرن الثالث عشر، إلى أن سوريافارمان قد أرسل وفدًا دبلوماسيًا إلى الصين، يتكون من 14 عضو، وما إن وصل هؤلاء الأعضاء إلى الأراضي الصينية، حتى تم منحهم ملابس رسمية. «لم يتسن لنا من قبل أن نعرف مدى عظمتكم، حتى غمرتمونا الآن بكرمكم»، هكذا خاطب أحد سفراء الإمبراطور الصيني. عاد ذلك الوفد إلى الوطن في العام التالي. ذهب وفد دبلوماسي آخر لزيارة الصين في الفترة من 1120 م إلى 1128 م، وأثنى الإمبراطور الصيني في نقاشه مع ذلك الوفد كثيرًا على ملك خمير، ووصفه ب «أعظم خادم للإمبراطورية». وأيضًا تمت مناقشة، وتسوية المشكلات الاقتصادية القائمة بين البلدين.
شهد عهد الملك سوريافارمان الكثير من الابتكارات في الأدب والعمارة. أشرف سوريافارمان أيضًا على بناء معبد أنغكور وات، وهو أكبر معبد تم بناؤه في العاصمة، والذي يرتبط في أذهان الكثيرين كأعظم تحفة معمارية في خمير. يحتوي هذا المعبد على خمسة مباني، تستحضر في الذهن صورة قمم جبل ميرو (Mount Meru)، مسكن آلهة الهندوس. تم تزيين المبنى بأكثر من 1860 حورية محفورة، ومئات الأمتار من الحفريات الغائرة المُحكمة، والتي كانت تصور الكثير من الأساطير الهندوسية، ومشاهد من الحياة المعاصرة أيضًا. هناك الكثير من المعابد الأخرى التي يرجع تاريخها إلى عهد سوريافارمان، منها؛ بانتياي سامر (Banteay Samre)، وثومانون (Thommanon)، وتشاو ساي تيفودا (Chau Say Tevoda)، وأيضًا معبد بينج ميليا (Beng Mealea) الموجود في شرق العاصمة.
من المعروف أن سوريافارمان قد تزوج، ولكن لايوجد أي تسجيل لأسماء زوجاته.

## الحياة الدينية
كان سوريافارمان الثاني مختلفًا عن باقي ملوك خمير، حيث جعل الإله فيشنو، بدلاً من شيفا، هو محور الحياة الدينية الرسمية في البلاد. السبب وراء ذلك غير معروف حتى الآن. دارت جدالات كثيرة بين العلماء لتحديد ما إذا كان تفضيل سوريافارمان للإله فيشنو هو السبب في أن تكون وجهة معبد أنغكور وات للغرب، وهي الوجهة الأساسية التي ارتبط بها الإله فيشنو، بدلاً من أن تكون وجهته شرقية كسائر معابد خمير.

## القضاء والحياة العسكرية
لأسباب غير معروفة، يعد سوريافارمان الثاني هو أول ملك في إمبراطورية خمير يتم تصويره في الأعمال الفنية، حيث وجدت نقوش غائرة في معرض أنغكور وات الجنوبي، تصور الملك وهو يجلس على منصة خشبية، أرجلها وقضبانها منحوتة على شكل ثعبان النجا. ويوجد على رأسه تاج، وأذناه بهما أقراط. ويرتدي أيضًا خلاخيل، وأساور لأعلى الذراع، وأساور أخرى عادية. أيضًا يرتدي الملك في يده اليمنى خاتمًا يبدو وكأنه ثعبان صغير ميت، ولكن معناه لايزال غامضًا حتى الآن. يحني الملك جذعه برشاقة، كما أن ساقيه مطويتان تحته. تتسم الصورة عامةً بالصفاء، ويظهر فيها حب السلطة والمنصب.
إن هذه الصورة هي جزء من لوحة كبيرة تفصيلية للحياة الرسمية في فترة أنغكور. تظهر اللوحة وكأنها تصف مكانًا في الخارج، وتحديدًا في وسط غابة. وفيها، يقدم الحضور المنحنيون لجلالة الملك الكثير من المراوح، ومناشف الذباب، والمظلات، والتي تشير إلى المكانة. وتظهر الأميرات محمولات على محاف محفورة بدقة. والكهنة ذوو الشوارب ينظرون، ويبدو على بعضهم أنهم يجهزون أشياء للاحتفال. وعلى يمين الملك، يوجد أحد رجال الحاشية الملكية منحنيًا، يبدو أنه يقدم شيئًا. ويظهر أيضًا بعض المستشارين ينظرون، وهم منحنون، وبعضهم يضع أيديهم على قلوبهم كدليل على الاحترام والإجلال. وعلى اليمين، نرى موكبًا هائلاً، يصحبه مجموعة من خدم يدقون الطبول، والأجراس. هذا بالإضافة إلى السفينة التي تحمل النار الملكية، وتعتبر رمزًا للقوة، والتي تم حملها على الأعناق.
ويوجد أيضًا، في المعرض لوحة تظهر قوة سوريافارمان العسكرية. حيث يظهر القادة العسكريون في اللوحة، وهم يرتدون الزي العسكري، ويحملون الأسلحة، ويقفون فوق قمة أفيال الحرب، ويسير بجانبهم جنود المشاة، كل منهم يسير حاملاً سيفه، ورمحه. ويقف الملك في وسط هؤلاء القادة كواحد منهم، وهو ينظر إلى كتفه الأيمن، ويرتدي الزي العسكري، ويحمل سلاحًا حادًا في يده.

## الوفاة والخلافة
ترجح بعض النقوش والأدلة إلى أن سوريافارمان الثاني قد توفي في الفترة بين 1145 م، و1150 م تقريبًا، ربما كان ذلك أثناء إحدى حملاته العسكرية ضد تشامبا. تولى من بعده الحكم الملك دارانيندارافان الثاني Dharanindravarman II، وهو ابن خال الملك سوريافارمان. وبدأت فترة من ضعف الحكم، وكثرة العداوات في الدولة.
سُمى سوريافارمان بعد وفاته، «بارامافيشنولوكا»، ويعني الشخص الذي دخل عالم فيشنو السماوي. اكتمل بناء معبد أنغكور وات بعد وفاة سوريافارمان مباشرة.
ويوجد الآن تمثال حديث لسوريافارمان في مطار سيام ريب (Siem Reap)، حيث يقوم هذا التمثال بتحية زوار المطار فكرة هذا التمثال مأخوذة من صورة الملك الرسمية الموجودة في نقوش معبد أنغكور وات. والتي تحميها المظلات، كما كانت تحمي هذه المظلات الملك نفسه منذ تسع قرون تقريبًا.

## الثقافة الشعبية
تم اختيار سوريافارمان الثاني ليكون زعيم حضارة في لعبة الكمبيوتر الصادرة عام 2007، Civilization IV: Beyond the Sword. وفي هذه اللعبة، يكون سوريافارمان هو زعيم إمبراطورية خمير، ولديه السمات القيادية؛ «الابتكارية»، و«التمدد» (لقد تم استخدام هذه الصفات من قبل لكورش (Siem Reap) إيران (Persia) في اللعبة الأصلية Civilization IV)